# Thomas Vogtherr

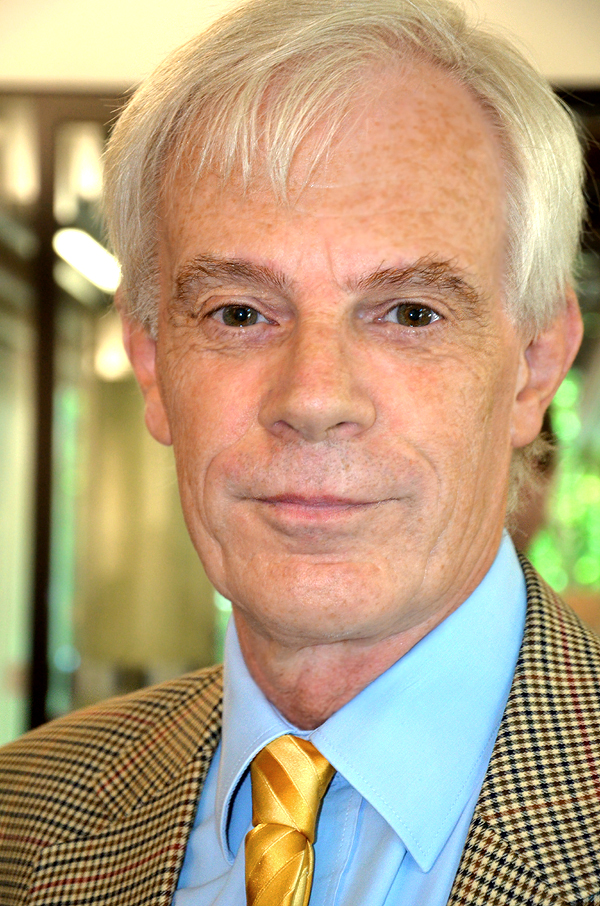
Thomas Vogtherr im Juni 2016 nach einem Vortrag in der Gottfried Wilhelm Leibniz Bibliothek – Niedersächsische Landesbibliothek

Thomas Vogtherr (* 19. August 1955 in Berlin-Steglitz) ist ein deutscher Historiker. Von 2001 bis 2023 lehrte er als Professor für Geschichte des Mittelalters an der Universität Osnabrück.

## Leben
Thomas Vogtherr besuchte von 1962 bis 1966 die Volksschule II „Sternschule“ in Uelzen und von 1966 bis 1973 das Herzog-Ernst-Gymnasium Uelzen. Er legte 1973 die Reifeprüfung ab. Anschließend studierte er von 1973 bis 1982 Geschichte, Germanistik und Osteuropäische Geschichte an der Christian-Albrechts-Universität zu Kiel und wurde dort 1982 mit der von Hans Eberhard Mayer betreuten Arbeit „Wirtschaftlicher und sozialer Wandel im Lüneburger Landadel während des Spätmittelalters“ promoviert. Von 1983 bis 1985 absolvierte er eine Ausbildung zum Archivar an der Archivschule Marburg. Nach kurzzeitiger Tätigkeit von Mai bis Oktober 1985 als Archivassessor am Niedersächsischen Staatsarchiv Stade arbeitete er von 1985 bis 1993 an der Kieler Universität. Am Historischen Kolleg in München 1989/90 war er Förderstipendidat. In seinem Forschungsvorhaben befasste er sich mit den Reichsabteien der Benediktiner und dem Königtum im hohen Mittelalter. In Kiel habilitierte er sich im November 1990.
Von 1985 bis 1992 war er Hochschulassistent am Historischen Seminar der Christian-Albrechts-Universität Kiel. Von 1993 bis 2001 war Vogtherr Professor für Historische Hilfswissenschaften an der Universität Leipzig. Im Jahr 2001 wurde er Nachfolger von Klaus Wriedt als Professor für Geschichte des Mittelalters an der Universität Osnabrück, wo er von 2005 bis 2009 auch das Amt des Vizepräsidenten für Studium und Lehre innehatte.
Vogtherr ist seit 1987 Mitglied in der Historischen Kommission für Niedersachsen und Bremen, war von 2003 bis 2007 Sprecher ihres Arbeitskreises Mittelalterliche Geschichte und war von 2006 bis 2016 ihr Vorsitzender. Er ist seit 2000 Mitglied in der Historischen Kommission der Sächsischen Akademie der Wissenschaften zu Leipzig, seit 2003 Mitglied in der Commission Internationale de Diplomatique des Comité Internationale des Sciences Historiques (Internationaler Historikerverband), ist seit 2003 korrespondierendes Mitglied der Historischen Kommission für Westfalen und seit 2007 ordentliches Mitglied in der Braunschweigischen Wissenschaftlichen Gesellschaft. Darüber hinaus ist er seit 2012 Senator der Stiftung Niedersachsen. Er ist außerdem Mitglied des Mediävistenverbands, des Verbands der Historikerinnen und Historiker Deutschlands, des Verbands deutscher Archivarinnen und Archivare sowie zahlreicher Historischer Vereine.
Er ist Sohn des Historikers Hans-Jürgen Vogtherr und Bruder des Kunsthistorikers Christoph Martin Vogtherr.

## Forschungsschwerpunkte
Vogtherrs Hauptarbeitsgebiete sind die Niedersächsische Landesgeschichte, die Kirchengeschichte des Mittelalters sowie die Historischen Hilfswissenschaften, insbesondere die Diplomatik. Vogtherr legte von 1979 bis zum Januar 2019 zwölf Monographien, 110 wissenschaftliche Aufsätze, zahlreiche Lexikonartikel, rund 270 Rezensionen und weitere kleinere Arbeiten unterschiedlicher Art vor.
In seiner Dissertation befasste er sich mit dem Lüneburger Landadel im späten Mittelalter. Dadurch machte er sich auch mit der Geschichte und der Überlieferung des Uelzener Raumes vertraut. Vogtherr legte 1988 das Urkundenbuch der Stadt Uelzen vor. Der Band enthält 752 Urkunden im Zeitraum von der Stadtrechtsverleihung 1270 durch Herzog Johann von Lüneburg bis zur Reformation 1529. Anlässlich des 725. Jahrestages der Stadtrechtsverleihung an die Stadt Uelzen durch Herzog Johann I. von Braunschweig-Lüneburg am 13. Dezember 1270 verfasste er eine Darstellung über die mittelalterliche Geschichte der Stadt Uelzen. Zeitlich erstreckt sich die Darstellung von der Vorgängersiedlung Oldenstadt im 10. Jahrhundert bis zur Reformation der Stadt (1529). Mit der 1997 veröffentlichten Darstellung Vogtherrs liegt erstmals seit Karl Janickes Geschichte der Stadt Uelzen von 1889 wieder eine aus den Quellen gearbeitete und an modernen Fragestellungen der Stadtgeschichtsforschung orientierte Arbeit zur Geschichte der Stadt Uelzen vor. Vogtherrs Anspruch mit dieser Darstellung ist es, den „fachlich nicht speziell vorgebildeten Leser ebenso zu erreichen wie den Fachkollegen“.
In seiner Habilitation erforschte er die politischen, rechtlichen, religiösen und materiellen Voraussetzungen und Faktoren, die das Beziehungsgefüge zwischen Königtum, Reichsklöstern und Reichsstiften in ottonisch-salischer Zeit prägten.
Vogtherr gehört zu den besten Kennern der Verdener Bistumsgeschichte. Im Jahr 1998 veröffentlichte er eine Edition zur Chronik der Verdener Bischöfe. Der Chronik bescheinigt er „bescheidene Qualität und geringe Verbreitung“, dennoch habe ein solcher Text „als Beispiel historischer Selbstvergewisserung“ eine Untersuchung verdient. Sein Ziel mit der Edition ist es, den „für die Erforschung der [Verdener] Bistumsgeschichte […] wesentlichen historiographischen Text zur Verfügung zu stellen“.
Vogtherr legte 2008 eine Einführung in die Urkundenlehre vor, die ihren räumlichen Schwerpunkt auf dem (ost-)fränkischen Reich hat. Vogtherrs Einführung hatte in der Fachwelt wegen mancher Flüchtigkeiten und Ungenauigkeiten gemischte Reaktionen erzeugt. Seit dem zwischen 1889 und 1931 veröffentlichten Handbuch der Urkundenlehre für Deutschland und Italien von Harry Bresslau wurde im deutschsprachigen Raum kein Versuch mehr unternommen, eine Überblicksdarstellung zur Urkundenlehre vorzulegen. Vogtherr wollte mit seinem Werk dem Bresslauschen Standardwerk nicht etwas Vergleichbares zur Seite stellen, sondern die Darstellung soll „als knappe Einführung in die Diplomatik dem Interessierten die Wege zum Gegenstandsbereich, zu den Fragestellungen, Methoden und Ergebnissen moderner Diplomatik weisen“. Die erste Auflage seiner Urkundenlehre war nach kurzer Zeit vergriffen. Eine zweite „durchgreifend überarbeitet[e] Auflage“ erschien 2017. Im Jahr 2008 erschien von ihm eine Biographie zu Iso von Wölpe. Im Jahr 2014 veröffentlichte er eine knappe Einführung über die Welfen vom Mittelalter bis zur Gegenwart. Er arbeitet an einer ersten wissenschaftlichen Biographie des Historikers und Archivars Georg Schnath.

## Schriften (Auswahl)
Monographien
- Wirtschaftlicher und sozialer Wandel im Lüneburger Landadel während des Spätmittelalters (= Veröffentlichungen der Historischen Kommission für Niedersachsen und Bremen. Bd. 24 = Untersuchungen zur Ständegeschichte Niedersachsens. Bd. 5). Lax, Hildesheim 1983, ISBN 3-7848-2525-7 (Zugleich: Kiel, Universität, Dissertation, 1982).
- Der König und der Heilige. Heinrich IV., der heilige Remaklus und die Mönche des Doppelklosters Stablo-Malmedy (= Schriften des Historischen Kollegs. Vorträge. Bd. 25). Stiftung Historisches Kolleg, München 1990 (Digitalisat).
- Uelzen. Geschichte einer Stadt im Mittelalter. Becker, Uelzen 1997, ISBN 3-920079-42-6.
- Die Reichsabteien der Benediktiner und das Königtum im hohen Mittelalter. (900–1125) (= Mittelalter-Forschungen. Bd. 5). Thorbecke, Stuttgart 2000, ISBN 3-7995-4255-8 (Zugleich: Kiel, Universität, Habilitations-Schrift, 1990/1991) (Digitalisat).
- Zeitrechnung. Von den Sumerern bis zur Swatch (= Beck’sche Reihe. Bd. 2163). 3., durchgesehene Auflage. Beck, München 2012, ISBN 978-3-406-44763-1.
- Urkundenlehre. Basiswissen (= Hahnsche historische Hilfswissenschaften. Bd. 3). Hahn, Hannover 2008, ISBN 978-3-7752-6133-3
  - Einführung in die Urkundenlehre. 2., überarbeitete Auflage. Steiner, Stuttgart 2017, ISBN 978-3-515-11706-7.
- Iso von Wölpe, Bischof von Verden (1205–1231). Reichsfürst, Bischof, Adliger. Eine Biographie (= Schriftenreihe des Landschaftsverbandes der Ehemaligen Herzogtümer Bremen und Verden. Bd. 31). Landschaftsverband der Ehemaligen Herzogtümer Bremen und Verden, Stade 2008, ISBN 978-3-931879-36-5.
- 600 Jahre Krankenhaus in Uelzen. Klinikum Uelzen GmbH, Uelzen 2012, ISBN 978-3-920079-60-8.
- Die Welfen. Vom Mittelalter bis zur Gegenwart (= C. H. Beck Wissen. Bd. 2830). Beck, München 2014, ISBN 978-3-406-66177-8.
- In des Teufels Küche. Autobiografische Aufzeichnungen von Georg Schnath aus den Jahren 1945–1948 (= Veröffentlichungen der Historischen Kommission für Niedersachsen und Bremen. Bd. 313). Wallstein, Göttingen 2020, ISBN 978-3-8353-3980-4.

Editionen
- Urkundenbuch der Stadt Uelzen (= Lüneburger Urkundenbuch. Abt. 14 = Veröffentlichungen der Historischen Kommission für Niedersachsen und Bremen. Bd. 37 = Quellen und Untersuchungen zur Geschichte Niedersachsens im Mittelalter. Bd. 9). Lax, Hildesheim 1988, ISBN 3-7848-3018-8.
- Chronicon episcoporum Verdensium. = Die Chronik der Verdener Bischöfe (= Schriftenreihe des Landschaftsverbandes der Ehemaligen Herzogtümer Bremen und Verden. Bd. 10). Landschaftsverband der Ehemaligen Herzogtümer Bremen und Verden, Stade 1998, ISBN 3-931879-03-8.

Herausgeberschaften
- mit Christine van den Heuvel: „Für wohlthätige Anstalten aller Art“. Zur Geschichte der Klosterkammer Hannover vom 18. bis zum frühen 20. Jahrhundert (= Veröffentlichungen der Historischen Kommission für Niedersachsen und Bremen. Bd. 298). Wallstein Verlag, Göttingen 2018, ISBN 978-3-8353-3353-6.